# طلوع آروگونوت‌ها
طلوع آروگونوت‌ها (انگلیسی: Rise of the Argonauts) یک بازی ویدئویی نقش‌آفرینی اکشن است که توسط لیکویید انترتینمنت توسعه یافته و توسط کدمسترز برای ویندوز، پلی‌استیشن ۳ و اکس‌باکس ۳۶۰ منتشر شده‌است.